# Jean-Jacques Mantello
Jean-Jacques Mantello (...) è un regista francese, specializzato nella realizzazione di documentari.

## Filmografia

### Regista
- Ocean Wonderland - documentario (2003)
- Sharks 3D - documentario (2004)
- Dolphins and Whales 3D: Tribes of the Ocean - documentario (2008)
- Oceani 3D (OceanWorld 3D) - documentario (2009)
- Air Racers 3D - documentario (2012)

### Sceneggiatore
- Oceani 3D (OceanWorld 3D) - documentario, regia di Jean-Jacques Mantello (2009)

### Montatore
- Sharks 3D - documentario (2004)